# Caroline Pichler
Caroline Pichler, nata von Greiner e nota anche come Karoline Pichler o von Pichler (Vienna, 7 settembre 1769 – Vienna, 9 luglio 1843) è stata una scrittrice, poetessa e critica letteraria austriaca.

## Biografia
Figlia del politico Franz Sales von Greiner (1730–1798) e della damigella di corte Charlotte Hieronimus (1739–1815), Caroline sposò nel 1796 il funzionario pubblico Andreas Pichler, fratello di Anton, proprietario della casa editrice A. Pichlers Witwe & Sohn, assumendone il cognome.
Dal 1802 al 1824 fu animatrice di uno dei più attivi e conosciuti salotti letterari viennesi, frequentato abitualmente da personaggi del calibro di Beethoven, Schubert, Friedrich von Schlegel e Franz Grillparzer. In gioventù conobbe Franz Joseph Haydn e prese lezioni di musica da Wolfgang Amadeus Mozart, amico personale della sua famiglia.
Nel 1802 pubblicò anonimamente il suo primo romanzo, Oliviero ("Olivier"), seguito poi dalla raccolta di liriche Idyllen (1803) e dal romanzo in versi Ruth (1805). Si specializzò via via nella stesura di romanzi storici, il primo dei quali fu Agatocle ("Agathocles", uscito con grande successo nel 1808), in risposta al giudizio negativo che Edward Gibbon diede di tale personaggio nel suo Declino e caduta dell'Impero romano. Seguirono negli anni successivi L'assedio di Vienna ("Die Belagerung Wiens" - 1824), Gli Svedesi in Praga ("Die Schweden in Prag" - 1827); La liberazione di Vienna ("Die Wiedereroberung Wiens" - 1829) ed Enrichetta d'Inghilterra ("Henriette von England" - 1832). La sua ultima opera, Zeitbilder (letteralmente "Immagini del tempo") fu pubblicata nel 1840.
Caroline Pichler morì a Vienna nel 1843; nel 1893 le sue spoglie furono traslate e seppellite al Zentralfriedhof della capitale austriaca. La sua autobiografia in quattro volumi, Denkwürdigkeiten aus meinem Leben ("Memorie della mia vita"), fu pubblicata postuma nel 1844.